# Enterit
Enterit, av grekiska ἔντερον, "tarm", avser inflammation i tunntarmen. Symptom på enterit är bland annat magsmärtor, kramper, diarré, uttorkning och feber.